# Kampur Town
Kampur Town é uma vila no distrito de Nagaon, no estado indiano de Assam.

## Demografia
Segundo o censo de 2001, Kampur Town tinha uma população de 5408 habitantes. Os indivíduos do sexo masculino constituem 52% da população e os do sexo feminino 48%. Kampur Town tem uma taxa de literacia de 75%, superior à média nacional de 59,5%: a literacia no sexo masculino é de 79% e no sexo feminino é de 71%. Em Kampur Town, 10% da população está abaixo dos 6 anos de idade.